# The Grim Adventures of Billy and Mandy
The Grim Adventures of Billy and Mandy (br: As Terríveis Aventuras de Billy e Mandy/prt: As Aventuras Horripilantes do Beto e da Mena, ou As Aventuras Assustadoras de Billy e Mandy) é uma série de animação americana criada por Maxwell Atoms para a Cartoon Network e é o 14º dos desenhos animados da rede. Ele protagoniza duas crianças: Billy, um garoto de boa sorte e tímido, e Mandy, sua melhor amiga sombria e cínica, que, depois de vencer um jogo de limbo para salvar o hamster de estimação de Billy, ganha o poderoso Ceifador Puro Osso como seu melhor amigo, em eterna servidão e escravidão.
Billy & Mandy começou como uma série de segmentos no Grim & Evil, a partir do qual foi desmembrado, juntamente com o Evil Con Carne, em 24 de agosto de 2001. O programa ocorreu como uma série separada de 13 de junho de 2003 a 9 de novembro de 2007. Na Munheca: Festança do Dia das Bruxas, um filme feito para a TV destinado a servir como piloto de uma nova série spin-off, exibida no dia 12 de outubro de 2008. Além dos episódios, três filmes, dois episódios especiais e dezenove shorts foram feitos. Durante sua série, a série ganhou dois Emmy Awards e um Annie Award , com indicações para um Daytime Emmy Award , três Golden Reel Awards e dois outros Annie Awards .Billy & Mandy também foi transformado em um videogame, além de várias mercadorias licenciadas.

## Premissa
A série é centrada nas façanhas de Puro Osso (Voz Original: Greg Eagles), um Ceifador com sotaque jamaicano e Billy (Voz original: Richard Steven Horvitz), um garoto completamente idiota e feliz. Eles são constantemente assistidos por Mandy (Voz Original: Gray DeLisle), uma garota cínica e impiedosa. Depois que Billy e Mandy trapaceiam em uma partida de limbo contra Puro Osso (em retaliação por colocar a barra de limbo baixa demais para que eles passem), ele é escravizado em uma amizade permanentemente indesejada com as crianças. Puro Osso está infeliz nos primeiros dias de sua servidão, e até fantasia em matá-los várias vezes. No entanto, com o passar do tempo, ele gradualmente se adapta à nova vida e até vem a se importar com Billy e Mandy, mesmo que apenas um pouco. Apesar disso, ele mantém um relacionamento de amor e ódio com os dois e deseja se libertar de sua servidão.
Billy e Mandy usam as habilidades e poderes sobrenaturais de Puro Osso para se aventurar em locais ou ambientes sobrenaturais, como o Submundo, ou o Mundo Inferior, habitado por uma variedade de bestas monstruosas grotescas. O par também usa as habilidades sobrenaturais enormemente fortes de Puro Osso ou os laços com vários personagens bestiais para alcançar objetivos ou desejos para si mesmos, geralmente com resultados distorcidos. Monstros fictícios famosos, incluindo Drácula, o Wolfman e o bicho - papão, também são cômicos na série.
Os personagens coadjuvantes incluem Irwin (Vanessa Marshall), um garoto nerd e desajeitado que gosta de Mandy; Harold (Richard Steven Horvitz), o pai de Billy, que é ainda mais burro que o filho; Gladys (Jennifer Hale), a mãe amorosa, mas mentalmente instável, de Billy; Mindy (Rachael MacFarlane), a abelha rainha esnobe, arrogante e mimada da escola de Billy e Mandy; Sperg (Greg Eagles), o valentão local que tem um lado sensível; Fred Fredburger (CH Greenblatt), uma criatura submissa de mente simples e irritante que adora iogurte e nachos congelados; Drácula (Phil LaMarr), um vampiro egoísta que se revelou o avô paterno de Irwin na última temporada do programa.
A série não tem continuidade na maior parte, pois muitos episódios terminam com personagens mortos, exilados ou presos em uma situação. Às vezes, os personagens mostram uma percepção de alguns eventos dos episódios anteriores, mas não há arcos de personagens claros ou tramas coerentes que vinculam o programa.

## História[3]
A série teve sua gênese em 1995, quando Maxwell Atoms, enquanto estava no terceiro anoda Universidade das Artes da Filadélfia, fez um curta de dois minutos para seu projeto de tese. Intitulado Billy e Mandy em: A Trepanação do Crânio e Você , ele gira em torno de Billy e Mandy (versões de protótipo) discutindo trepanação entre si. No final, Mandy perfura a cabeça de Billy, fazendo com que desmaie após muita perda de sangue, mesmo que ele diga que se sente ótimo. O curta nunca havia sido exibido publicamente até 30 de abril de 2016, durante o primeiro festival anual de filmes da TromAnimation.  Após a exibição, Atoms fez o upload do filme, embora em estado deteriorado após anos de armazenamento, em seu canal no YouTube.
Atoms originalmente lançou o conceito de Billy and Mandy para a Nickelodeon , mas ele foi rejeitado apenas uma vez. A existência do programa é o resultado de um evento de pesquisa de telespectadores por telefone e pela Internet, chamado Cartoon Network's  Big Pick , realizado de 16 de junho a 25 de agosto de 2000.  As três opções finais foram Grim e Evil (posteriormente divididas em duas séries separadas: As Terríveis Aventuras de Billy, Mandy e Evil Con Carne ), Whatever Happened to ... Robot Jones? e Longhair e Doubledome .  Dos três, Grim e Evil alcançaram o maior número de votos com 57%; Robot Jones ficou em segundo lugar com 23%, enquanto Longhair e Doubledome receberam 20% dos votos.
Originalmente parte de Grim & Evil, Billy & Mandy serviu como o show principal. Em cada episódio, um curta de Evil Con Carne foi colocado entre dois curtas de Grim  Na ocasião, era o contrário, com dois curtas de Evil e um de Grim. A série estreou em 24 de agosto de 2001, durante o Cartoon Cartoon Fridays Big Pick Weekend .
Em 13 de junho de 2003, a rede separou os dois segmentos e deu a cada um o seu próprio programa completo. O show de curta duração Evil Con Carne foi cancelado assim que a temporada já produzida foi ao ar. Alguns personagens de Evil Con Carne apareceram ocasionalmente em The Grim Adventures of Billy & Mandy . O general Skarr tornou-se um personagem oficial do programa no episódio "Skarred for Life", onde ele se torna o novo vizinho de Billy, e em "Company Halt", o nono episódio da temporada final que funciona como o verdadeiro final da série para Evil Con CarneGhastly, Hector, Boskov e Stomach reiniciam sua organização maligna e convencem Skarr a se juntar a eles, mas seus planos são frustrados por Billy e Mandy, e Skarr volta a viver sua vida como uma pessoa normal.

## Episódios
| Temporada | Temporada | Segmentos | Episódios | Episódios | Originalmente exibido | Originalmente exibido |
| Temporada | Temporada | Segmentos | Episódios | Episódios | Estreia da temporada  | Final da temporada    |
| --------- | --------- | --------- | --------- | --------- | --------------------- | --------------------- |
|           | 1         | 48        | 23        | 23        | 24 de agosto de 2001  | 31 de outubro de 2003 |
|           | 2         | 17        | 8         | 8         | 11 de junho de 2004   | 30 de julho de 2004   |
|           | 3         | 25        | 14        | 14        | 1 de outubro de 2004  | 10 de junho de 2005   |
|           | 4         | 25        | 14        | 14        | 17 de junho de 2005   | 2 de dezembro de 2005 |
|           | 5         | 24        | 13        | 13        | 6 de janeiro de 2006  | 9 de agosto de 2006   |
|           | 6         | 21        | 11        | 11        | 6 de outubro de 2006  | 9 de novembro de 2007 |
|           | F&E       | N/A       | 4         | 4         | 30 de março de 2007   | 12 de outubro de 2008 |

## Recepção
The Grim Adventures of Billy & Mandy recebeu elogios da crítica e se tornou uma das séries mais populares e classificadas da Cartoon Network. Common Sense Media atribuiu ao programa uma classificação de 3/5 estrelas e declarou que possui "piadas idiotas e referências culturais obscuras" e recomenda que a idade do espectador tenha pelo menos 8 anos de idade.  A série ganhou um Annie Award, dois Emmy Awards e, incluindo essas três vitórias, foi nomeada nove vezes para vários prêmios. Novos episódios foram transmitidos às sextas-feiras da Cartoon Network às 19h30 para mais de 1 milhão de telespectadores por episódio.

## Mídia

### Filmes de TV

##### Billy e Mandy contra o Bicho Papão
Três filmes de TV foram feitos para a série. O primeiro foi chamado de Big Boogey Adventure, de Billy & Mandy, e foi lançado em DVD em abril de 2007. Common Sense Media deu ao filme 2/5 estrelas e destina-se a crianças com mais de 8 anos de idade, que o chamam de "inegavelmente nojento e tão inegavelmente engraçado ". DVDverdict.com também deu uma boa crítica ao filme.

###### Resumo
Duas semanas no futuro, Endsville é governada por um ditador conhecido como Lorde do Horror, e Arrepio (o imediato do Bicho-Papão no navio Baía Papão) envia dois robôs chamados Mandróid e Billybot para destruir Billy e Mandy no passado e substituí-los e impedir que Puro Osso pegue a Manopla do Horror,deixando o caminho livre para Papão.
Enquanto isso, duas semanas antes,Puro Osso é processado pelo Bicho-Papão por negligência do dever e uso indevido dos seus poderes e roubos frequentes de sua foice: sua foice já foi roubada por: Billy, Mandy, pai do Billy (Harold), mãe do Billy (Gladys), Jack Cabeça-de-Abobora, primo do Billy (não foi Nergal Jr), Clube Secreto da Cobra, um espantalho, ele mesmo (o Bicho-Papão), Mamãe Noel, um sanduíche de peito de peru (com pouca maionese) etc. Ele é considerado culpado e perde sua foice. O Bicho-Papão leva Puro Osso, Billy, Mandy e Irwin para uma estadia em seu navio no Rio Estige, mas eles fogem e vão em busca da Manopla do Horror, um objeto sombrio que realiza seus piores temores e Puro Osso a quer para reaver seus poderes, sua foice e seu emprego. Mas o Bicho Papão também a quer para voltar a assustar pessoas. O Billy de duas semanas no futuro volta no tempo para avisar que Mandy se tornará o Lorde do Horror se não a impedirem de pegar a Manopla.
De volta para o futuro, Billy descobre que outra pessoa pegou a Manopla: Fred Fredburger.

#### Billy & Mandy: A Ira da Rainha Aranha[11]
Um segundo filme, Ira da Rainha Aranha, também foi lançado em 2007. Foi baseado em uma rainha aranha do passado distante de Puro Osso, que tenta se vingar dele porque ela deveria ser a ceifeira. Enquanto isso, mantendo o tema da aranha, Billy aprende a amar seu filho aranha, Jeff.

#### Na Munheca: Festança do Dia das Bruxas[12]
Em 12 de outubro de 2008, estreou um terceiro e último filme derivado, intitulado Na Munheca: Festança do Dias das Bruxas. O foco principal do filme é Irwin, Jeff, o Aranha, Hoss Delgado, General Skarr e Fred Fredburger, acidentalmente se unindo para derrotar uma invasão de monstros de barra de chocolate, liderados por um coelho malvado de marshmallow, na noite de Halloween.

### Música
Os compositores da série são Gregory Hinde , Drew Neumann e Guy Moon. Além disso, Aurelio Voltaire fez duas músicas para o show , o episódio "O Pequeno Rock dos Horrores", que parodia o musical Little Shop of Horrors , apresenta uma música intitulada " BRAINS! " e, em Contra o Bicho Papão, de Billy & Mandy , a música "Land of the Dead" é tocada nos créditos de abertura.  Ambas as músicas fazem parte do álbum Spooky Songs For Creepy Kids . O episódio da segunda temporada, "Batalha de Bandas", também contou com a música "Darkness", da banda de metal SPF 1000. Houve também uma ocorrência no final do especial de Natal intitulada "Billy & Mandy Salvam o Natal", em que a música dos créditos finais é a música "Round and Round" da banda de heavy metal Ratt.

### Videogame
Um videogame inspirado na série foi desenvolvido pela Midway Games e lançado em 2 de outubro de 2006.[carece de fontes?] É um jogo de luta em 3D. O videogame recebeu boas críticas: a GameSpot deu uma nota de 6,6/10 por Greg Mueller, ele continua dizendo que, embora seja divertido pelas "primeiras horas" e tenha "jogabilidade acelerada", a ação do jogo recebe velho rapidamente "e tem um modo de história muito curta. IGN deu ao jogo uma boa pontuação de 7.2/10, destacando sua apresentação e apelo. Metacritic atribuiu ao jogo uma classificação de 61/100, com base em 10 críticas.

## Universo de Billy e Mandy
A maior parte do desenho se passa em Endsville, a cidade natal de Billy e Mandy. Não é determinada sua localização, nem sua idade, mas de acordo com a série ela tem origem medieval apesar de provavelmente situar-se nos Estados Unidos. Puro Osso tem acesso ao submundo, abrindo um vórtice usando sua foice, e visita vários planos da existência, incluindo variações do Além, como o Nirvana, Asgard e o "Baixo Diabo".
Billy e Mandy viajaram com Puro Osso a diversas dimensões como os Salões do Tempo (onde acidentalmente viraram as suas ampulhetas da vida e passaram a rejuvenescer até desaparecerem), o Circo do Medo (onde crianças humanas fazem parte do show de horrores) e até o Asilo do Submundo (que abriga antigos monstros dos contos de horror, como o Drácula, a Noiva do Frankenstein e o Lobisomem).
A foice de Puro Osso também pode invocar monstros, criaturas sobrenaturais e habitantes do Submundo a Endsville, além de levar as almas das pessoas para o Além. O universo é o mesmo de mal encarnado, do mesmo criador, sendo que os personagens dos dois desenhos se encontram em alguns episódios.
No episódio da terceira temporada, "Uma Vez Cicatriz", o General Cicatriz se torna vizinho de Billy, mas ainda possui o desejo reprimido de dominar o mundo e roubar a foice de Puro Osso, ao saber de seus poderes. As duas crianças estudam em uma escola particular e, de vez em quando, aparecem usando uniformes.

## Televisão internacional

### Brasil
No Brasil, estreou no Cartoon Network em 2004, com dublagem brasileira. Pouco tempo depois também começou a ser exibido no SBT, aos fins de semana.

### Portugal
Em Portugal, a série foi adquirida pelo Cartoon Network Europa em 2004/2005 para passar no idioma original. Em 2006, a RTP2 (naquela altura era a 2:) estreou o desenho no Zig Zag, nas manhãs de semana, com uma dobragem portuguesa e título diferentes. Foi exibido até 2007 e o canal nunca a finalizou.
Em 2014, o Cartoon Network Portugal transmitiu as temporadas depois das primeiras duas que não foram exibidas por razões desconhecidas e o especial de Natal com uma nova dobragem portuguesa. O desenho passou de dia e mais tarde foi mandado para às 6h da manhã e depois foi retirado da programação.

## Dubladores no Brasil
| Personagem              | Dublador                                                  |
| ----------------------- | --------------------------------------------------------- |
| Billy                   | Pedro Eugênio                                             |
| Mandy                   | Nair Amorim                                               |
| Puro Osso               | Orlando Drummond                                          |
| Irwin                   | Rodrigo Antas                                             |
| Pudim                   | Charles Emmanuel                                          |
| Nirgel Planter          | Charles Emmanuel                                          |
| Nergal                  | Carlos Seidl                                              |
| Hoss Delgado            | Luiz Carlos Persy (1ª voz) / Jorge Vasconcellos (2ª voz)  |
| Pai do Billy            | Maurício Berger                                           |
| Mãe do Billy            | Geisa Vidal (1ª e 3ª voz) / Maria Helena Pader (2ª voz)   |
| Mindy                   | Ana Lúcia Menezes (1ª voz) / Christiane Monteiro (2ª voz) |
| Jeff                    | Duda Espinoza                                             |
| Sperg                   | Peterson Adriano                                          |
| Jack Cabeça-de-Abóbora  | Alexandre Moreno                                          |
| Nervo-exposto da Mandy  | Ricardo Schnetzer                                         |
| Cicatriz                | Hamilton Ricardo                                          |
| Personagens secundários | Isaac Bardavid                                            |

## Especiais
- A Vingança do Cabeça de Abóbora[29][30][31]
- Billy e Mandy Salvam o Natal
- As Terríveis Aventuras do KND
- Namunheca: Festança da Noite das Bruxas